# Britta Klagge
Britta Klagge (* 26. Mai 1965 in Hamburg) ist eine deutsche Geographin und Professorin für Wirtschaftsgeographie.

## Werdegang
Nach einem Studium der Mathematik und Geographie legte Britta Klage 1990 das Diplom in Mathematik an der Universität Bonn ab und 1991 den Master of Science in Geographie an der University of Wisconsin–Madison. Sie promovierte 1997 im Fach Geographie an der Universität Wien. 2004 habilitierte sie sich an der Universität Hamburg. Von 2005 bis 2012 war sie Professorin am Institut für Geographie der Universität Osnabrück, welches sie ab 2008 leitete. Seit 2012 hat Klagge einen Lehrstuhl für Wirtschaftsgeographie am Geographischen Institut der Universität Bonn inne.
Ihre Arbeit umfasst Sozioökonomie, Urbanistik und Regionalforschung sowie Finanzgeographie. Forschungsschwerpunkte sind die internationale Bank- und Finanzwirtschaft, wirtschaftliche Aspekte der Energiewende sowie Armutsforschung. In ihrer vergleichenden Langzeitstudie von 2005 Armut in westdeutschen Städten untersuchte sie anhand von fünf Städten, „inwieweit in Deutschland die kleinräumig sozial gemischte Stadt (noch) anzutreffen ist und wie staatliche Interventionen zu einer entsprechenden Entwicklung beitragen oder ihr entgegen wirken.“

## Mitgliedschaften (Auswahl)
- Akademie für Raumforschung und Landesplanung, Hannover (seit 2010)
- Wissenschaftlicher Beirat der Zeitschrift für Wirtschaftsgeographie (seit 2015)
- Österreichische Akademie der Wissenschaften (korrespondierendes Mitglied seit 2017)

## Schriften
Monografien
- Internationalisierung des Bankwesens in Osteuropa. Die ausländische Direktinvestitionstätigkeit im ungarischen und tschechischen Bankensektor im Spannungsfeld zwischen nationalen Bedingungen und der internationalen Niederlassungspolitik multinationaler Banken, LIT Verlag, Münster 1997 (Dissertation), ISBN 978-3-8258-3532-3.
- Armut in westdeutschen Städten. Strukturen und Trends aus stadtteilorientierter Perspektive – eine vergleichende Langzeitstudie der Städte Düsseldorf, Essen, Frankfurt, Hannover und Stuttgart (= Erdkundliches Wissen Band 137), Franz Steiner Verlag, Stuttgart 2005 (Habilitationsschrift), ISBN 3-515-08556-4.
- Wettstreit um Ressourcen. Konflikte um Klima, Wasser, Boden, Oekom-Verlag, Berlin 2013, ISBN 978-3-86581-550-7.
- mit Sören Becker und Matthias Naumann: Energiegeographie. Konzepte und Herausforderungen, Verlag Eugen Ulmer, Stuttgart 2021, ISBN 978-3-8252-5320-2.

Artikel und Buchkapitel
- Räumliche Disparitäten des Sozialhilfebezugs in Deutschland, Ein Überblick. In: Raumforschung und Raumordnung 59 (2001), S. 287–296.
- Regionale Kapitalmärkte, dezentrale Finanzplätze und die Eigenkapitalversorgung kleinerer Unternehmen, Eine institutionell orientierte Analyse am Beispiel Deutschlands und Großbritanniens. In: Geographische Zeitschrift 91 (2003), S. 175–199.
- mit Sabine Dörry: Geographien der Finanzwirtschaft. In: Geographische Rundschau 67 (2015), S. 4–9.
- mit Hanna Schmole: Energiegenossenschaften: eine wirtschaftsgeographische Perspektive. In: Lars Holstenkamp: Handbuch Energiewende und Partizipation, Springer VS, Wiesbaden 2018, S. 303–315.
- mit Peter Dannenberg und Detlef Müller-Mahn: Das ländliche Afrika im Umbruch. Entwicklungskorridore und die Transformation des Agrarsektors. In: Geographische Rundschau 71 (2019), S. 10–16.